# Jame Jam 3
Jame Jam 3 (IRIB 3) est une chaîne de télévision qui diffuse des programmes pour les Iraniens à l'extérieur de l'Iran, spécifiquement en Asie et en Océanie. La diffusion des programmes est coordonnée avec l'heure locale de Sydney et New Delhi. Les programmes comprennent un vaste contenu du sport en direct, de l'actualité religieuse sur l'Islam et des émissions pour enfants. Jame Jam comprend trois canaux. Jame Jam 1 est pour l'Europe, Jame Jam 2 pour l'Amérique et Jame Jam 3 pour l'Asie et l'Océanie.